# Moba (sockenhuvudort i Kina, Qinghai Sheng, lat 33,27, long 99,63)
Moba (kinesiska: 莫坝, 莫坝乡, 萨那尼江达) är en sockenhuvudort i Kina. Den ligger i provinsen Qinghai, i den nordvästra delen av landet, omkring 420 kilometer sydväst om provinshuvudstaden Xining. Antalet invånare är 2 151. Befolkningen består av 1 050 kvinnor och 1 101 män. Barn under 15 år utgör 29,0 %, vuxna 15-64 år 66 %, och äldre över 65 år 4,0 %.
Trakten runt Moba är nära nog obefolkad, med mindre än två invånare per kvadratkilometer. Trakten runt Moba består i huvudsak av gräsmarker.
Genomsnittlig årsnederbörd är 748 millimeter. Den regnigaste månaden är juli, med i genomsnitt 172 mm nederbörd, och den torraste är december, med 3 mm nederbörd.